# Russula grisea
Russula grisea (Batsch) Fr., Epicrisis Systematis Mycologici (Upsaliae): 361 (1838).

## Descrizione della specie
Cappello
5-12 cm di diametro, carnoso, da piano a depresso fino a diventare imbutiforme.
cuticolasecca, separabile per un terzo, spesso non ricopre interamente la carne del cappello lasciando il margine scoperto, colorazioni che vanno sulle tonalità del grigio.
Lamelle
Fitte, fragili, annesse al gambo, leggermente ventricose, spesso anastomosate, di colore bianco crema.
Gambo
4-9 x 1,2-3,2 cm, cilindrico, pieno, sodo, biancastro.
Carne
Bianca, brunastra sotto la cuticola.
- Odore: insignificante.
- Sapore: dolce.

Spore
6,5-8(9) x 5,5-6,5 µm, ellissoidali, verrucose-spinose.

## Habitat
Fruttifica sotto latifoglie, in montagna, con preferenza per faggio e le betulla, a gruppi di pochi esemplari, in estate e primo autunno.

## Commestibilità
Eccellente. Una delle migliori specie nel suo genere, pur se non molto conosciuta.

## Specie simili
Si può confondere con:
- Russula cyanoxantha, ottima, commestibile, che però ha le lamelle lardacee ed elastiche, non fragili.
- Russula virescens, ottima, commestibile, a causa della tonalità grigio-verdastro
- Russula azurea, che però cresce solo sotto peccio, ha cappello azzurro ametistino con cuticola separabile ed ha lamelle larghe.

## Etimologia
Dal latino grisea = grigia.

## Nomi comuni
- Colombina grigia

## Sinonimi e binomi obsoleti
- Agaricus griseus Batsch
- Agaricus griseus Pers., Synopsis Methodica Fungorum (Göttingen) 1: 445 (1801)
- Russula furcata var. pictipes Cooke, Handbook of British Fungi: 31 (1884)
- Russula grisea var. pictipes (Cooke) Romagn., Les Russules d'Europe et d'Afrique du Nord, Réimpression supplémentée. With an English translation of the keys by R.W.G. Dennis (Vaduz): 294 (1967)
- Russula grisea var. pictipes (Cooke) Romagn. ex Bon, Docums Mycol. 12(no. 46): 32 (1982)
- Russula palumbina Quél., Assoc. Fr. Avancem. Sci. 11: 10 (1883)
- Russula palumbina f. pictipes (Cooke) Sarnari, Micologia e Vegetazione Mediterranea 8(1): 24 (1993)
- Russula palumbina var. pictipes (Cooke) Bon, Docums Mycol. 13(no. 50): 27 (1983)